# Thông vỏ trắng Trung Hoa
Thông vỏ trắng Trung Hoa (danh pháp hai phần: Pinus bungeana) là một loài thông bản địa của miền đông bắc và miền trung Trung Quốc. Nó là cây thân gỗ chậm lớn, cao tới 15–25 m. Lớp vỏ nhẵn, màu lục xám dần dần bị bong ra thành các vảy tròn để lộ ra các mảng màu vàng nhạt và sau chuyển thành nâu ô liu, đỏ hay tía khi bị chiếu nắng.

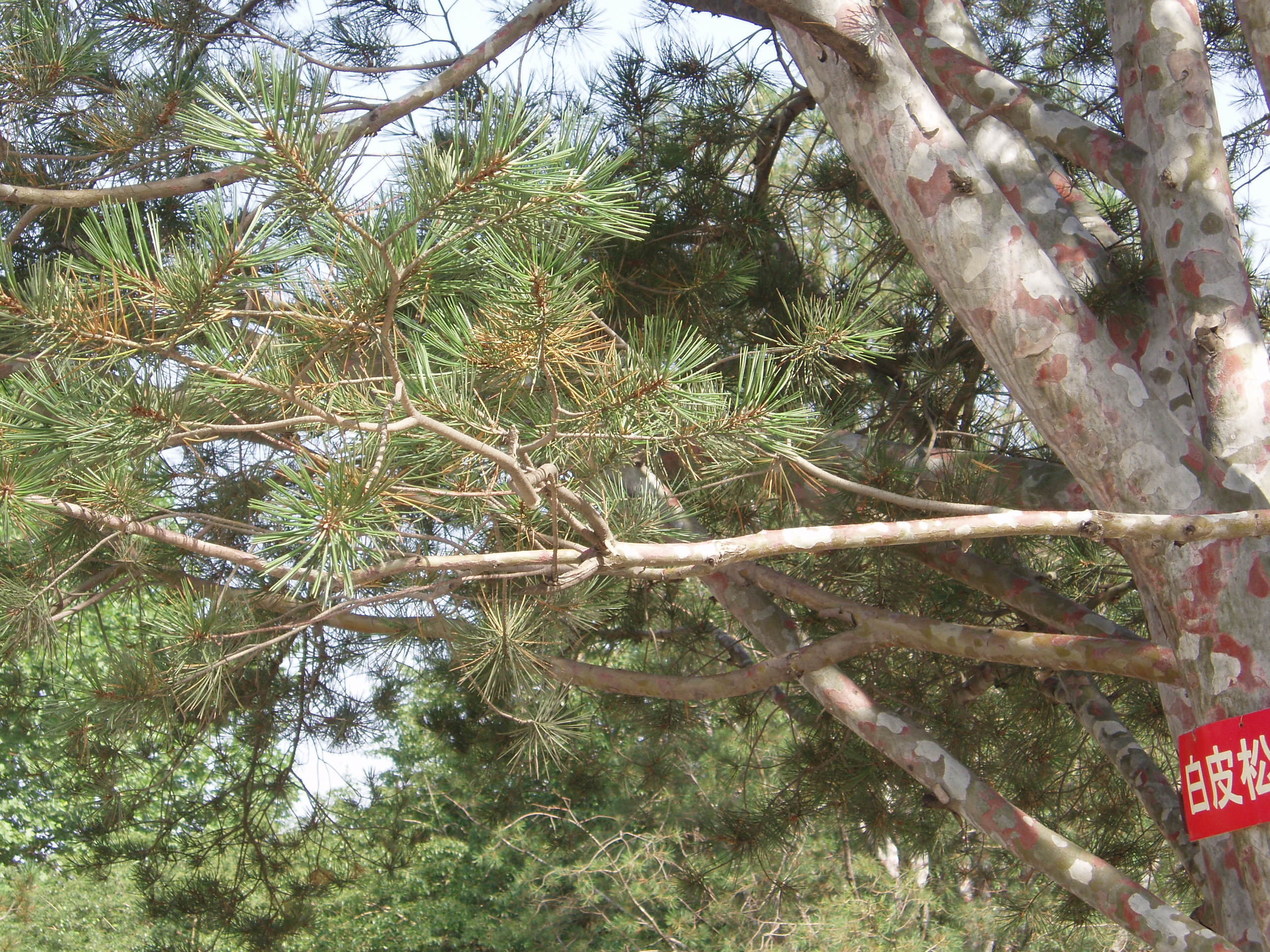
Vỏ cây và tán lá

Cây thân gỗ tán rộng và hơi giống cây bụi này sinh ra các cành dài và mọc gần như thẳng đứng lên phía trên. Các lá kim mọc thành chùm 3 lá với vỏ bao sớm rụng, trải rộng sang hai bên của các cành nhỏ và hướng lên phía trên, màu lục bóng, dài 6–9 cm và rộng 2 mm. Các nón hình trứng dài 4–7 cm và rộng 3–5 cm, màu nâu sẫm với tương đối ít vảy. Các hạt dài 6–8 mm, với cánh dạng phôi thai và được phát tán nhờ chim bổ hạt đốm.

### Sử dụng
Thông vỏ trắng Trung Hoa là cây tạo cảnh quan có giá trị, được chồng chủ yếu vì lớp vỏ có tính chất trang trí. Tại Trung Quốc, người ta trồng loài thông này khá nhiều ven các ngôi chùa, với một vài cây được coi là đã trên 1.000 năm tuổi. Nó du nhập vào châu Âu và Bắc Mỹ năm 1846, và được trồng trong nhiều vườn thực vật cũng như đôi khi trong các công viên.